# Western River Railroad
| Bahnhofseingang der Western River Railroad |                     |                                       |                                       |
| Bahnhof Adventureland der Western River Railroad im Tokyo Disneyland |                     |                                       |                                       |
| Streckenlänge: | 1,61 km             |                                       |                                       |
| Spurweite: | 762 mm (Schmalspur) |                                       |                                       |
| |                     |                                       |                                       |
| \| \| \| Lokschuppen (nicht zugänglich) \| \| \| \| \| \| \| \| \| \| \| \| \| \| \| \| \| \| \| \| \| \| \| \| \| \| \| \| \| \| \| \| \| \| \| Stillwater Junction (nur als Display) \| \| \| \| \| Cinderella Castle \| \| \| \| \| \| \| \| \| \| Adventureland \| \| \| \| \| Bus- und Monorail-Haltestellen \| \| \| \| \| (über Fußwege außerhalb des Parks) \| \| |                     |                                       |                                       |
| U-Bahn-Betriebs-/Güterbahnhof Streckenanfang und quer |                     | Lokschuppen (nicht zugänglich)        | Lokschuppen (nicht zugänglich)        |
| U-Bahn-Strecke von links · U-Bahn-Strecke von rechts |                     |                                       |                                       |
| U-Bahn-Strecke geradeaus |                     |                                       |                                       |
| U-Bahn-Strecke · U-Bahn-Strecke unter Wasserlauf Anfang Hochstrecke, Ende Hochstrecke und rechts |                     |                                       |                                       |
| U-Bahn-Strecke geradeaus |                     |                                       |                                       |
| U-Bahn-Strecke |                     |                                       |                                       |
| U-Bahn-Strecke geradeaus |                     |                                       |                                       |
| U-Bahn-Strecke · U-Bahn-Brücke über Wasserlauf |                     | Stillwater Junction (nur als Display) | Stillwater Junction (nur als Display) |
| U-Bahn-Bahnübergang · U-Bahn-Bahnübergang · U-Bahn-Tunnel |                     | Cinderella Castle                     | Cinderella Castle                     |
| |                     |                                       |                                       |
| U-Bahn-Strecke nach links · U-Bahn-Strecke nach rechts |                     | Adventureland                         | Adventureland                         |
| |                     | Bus- und Monorail-Haltestellen        |                                       |
| |                     | (über Fußwege außerhalb des Parks)    |                                       |

Die Western River Railroad (jap. ウエスタンリバー鉄道, Uesutan Ribā Tetsudō bzw. Western River Tetsudō) ist eine 1,61 km lange dampfbetriebene Schmalspurbahn mit einer Spurweite von 2 Fuß 6 Zoll (762 mm) im Tokyo Disneyland.

## Bahnbetrieb
Die Western River Railroad verkehrt auf einer kreisförmigen Strecke mit nur einem Bahnhof, der Adventureland oder Stillwater Junction genannt wird. Als die Bahnlinie bei der Parkeröffnung am 15. April 1983 in Betrieb genommen wurde, verlangten die japanischen Eisenbahngesetze, dass eine Bahnlinie mit mehr als einem Bahnhof den gleichen Regeln unterworfen sei wie konventionelle Bahnlinien. Um diese zu umgehen, wurde nur ein Bahnhof eingerichtet, so dass keine Fahrscheine verkauft werden müssen und die Wagen nicht komplett geschlossen sein müssen. Die Vorschriften wurden inzwischen gelockert, so dass die DisneySea Electric Railway in Tokyo Disney Sea mehrere Bahnhöfe hat.
Die Bahnstrecke verläuft nur durch einen Teil des Parks durch Adventureland, Westernland and Critter Country. Die Fahrgäste der 15-minütigen Bahnfahrt passieren die Jungle Cruise, den Big Thunder Mountain, eine alte Goldgräberstadt mit einer Caboose der Rio Grande Southern Railroad, die Rivers of America, Splash Mountain und die Primeval World, bevor sie zum Ausgangspunkt zurückkommt. Sie wird von Takara Tomy gesponsert.
Die Höchstgeschwindigkeit betrug früher 16 km/h und, seit der vierte Zug in Betrieb genommen wurde, 12 km/h. Pro Zug gibt es 3 Wagen mit je 48 Sitzplätzen. Die Spurweite ist schmaler als bei anderen Disney-Schmalspurbahnen, die andernorts eine Spurweite von 3 Fuß (914 mm) haben.

## Lokomotiven

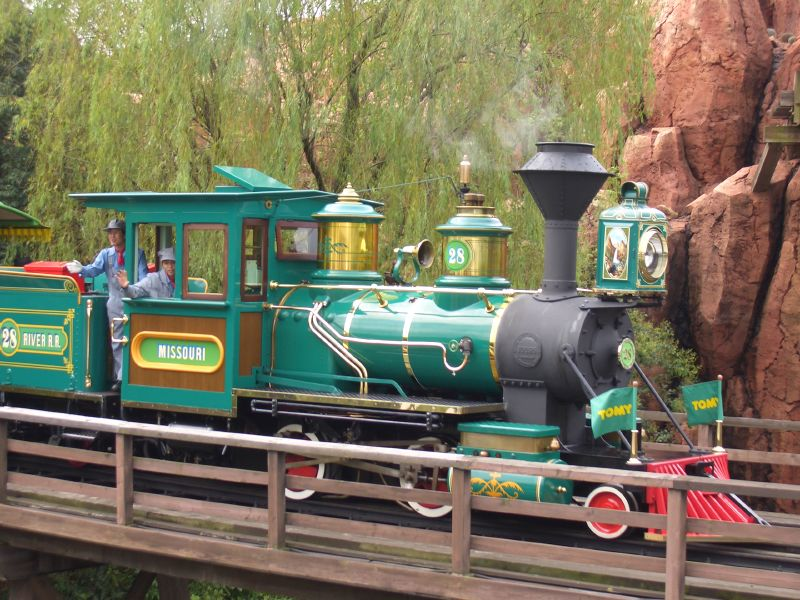
Dampflok Nr. 28 Missouri

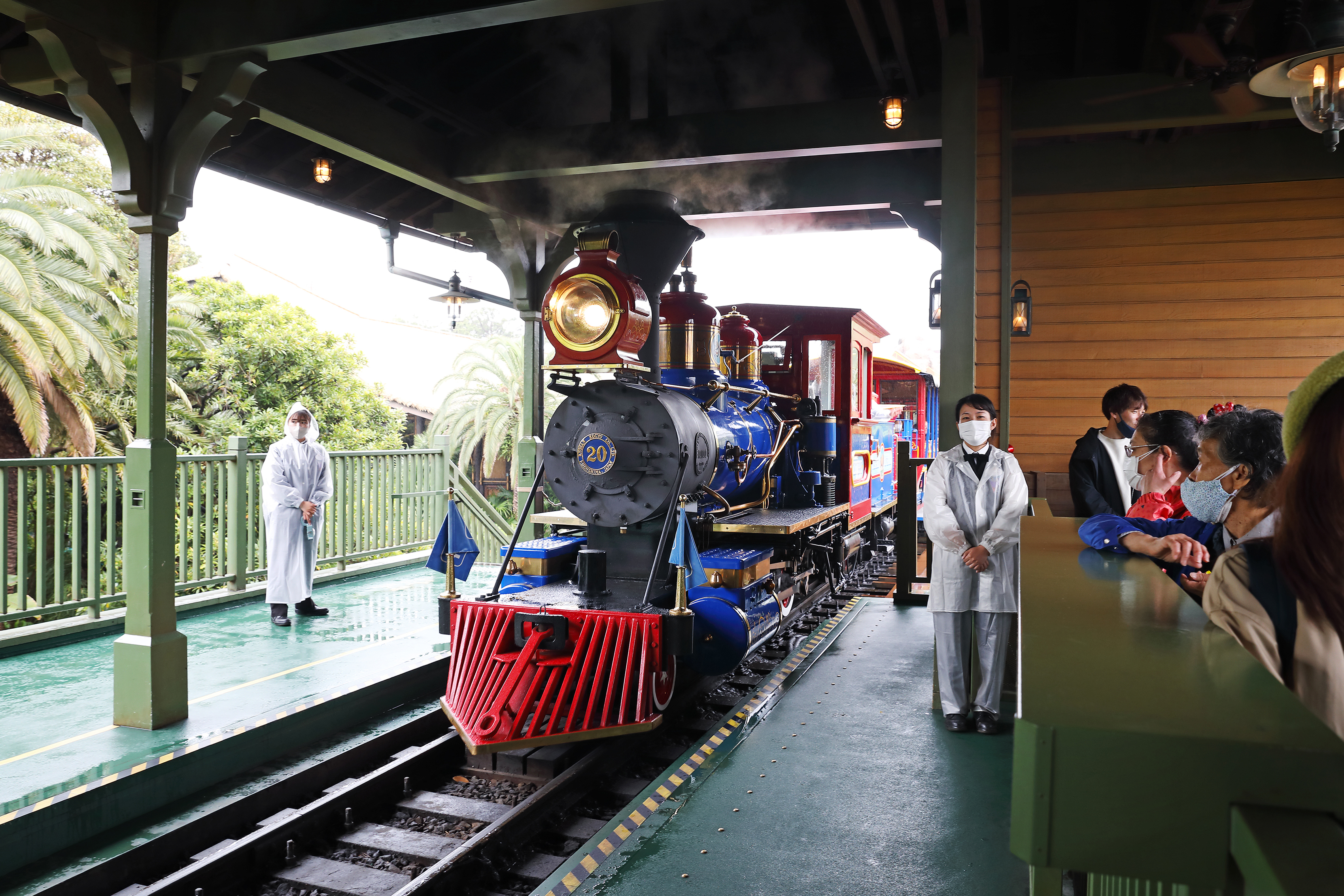
Dampflok Nr. 20 Mississippi

Die Western River Railroad betreibt vier heute ölbefeuerte (früher schwerölbefeuerte) Dampfloks mit der Achsfolge 1'B (2-4-0), die nach westamerikanischen Flüssen benannt sind:
- Nr. 53: Colorado; rot; in Betrieb seit 15. April 1983. Die Nummer bezieht sich auf das Jahr 1953, in dem Walt Disney die Pläne für das erste Disneyland vorgestellt hat.
- Nr. 28: Missouri; grün; in Betrieb seit 15. April 1983. Die Nummer bezieht sich auf das Jahr 1928, in dem Walt Disneys animierter Kurzfilm Steamboat Willie veröffentlicht wurde, sein erster Zeichentrickfilm mit synchronisiertem Ton.
- Nr. 25: Rio Grande; orange; in Betrieb seit 15. April 1983. Die Nummer bezieht sich auf das Jahr 1925 in dem Walt Disney seine Frau Lillian Disney heiratete.
- Nr. 20: Mississippi; blau; in Betrieb seit Oktober 1991. Die Nummer bezieht sich auf das Jahr 1920, in dem Walt Disney zusammen mit seinem Freund Ub Iwerks die Iwerks-Disney Commercial Artists gegründet hat. Einige Konstruktionsdetails sind anders als bei den drei anderen Lokomotiven.